# Czarne Siodło
Czarne Siodło (ok. 1355 m) – szeroko i płytko wcięta przełęcz w północno-zachodniej grani Hawrania w słowackich Tatrach Bielskich. Grań ta oddziela Dolinę Czarnego Potoku od Doliny Hawraniej. Przełęcz znajduje się pomiędzy Czarnym Wierchem (ok. 1364 m) na północy, a Jelenią Kopką (ok. 1490 m) na południu. Na wschód do Doliny Czarnego Potoku stoki przełęczy opadają łagodnym stokiem, na zachód, do górnego końca Hawraniego Kanionu opada stromy stok.
Rejon przełęczy i obydwa jej zbocza porasta las. Przełęcz jest łatwo dostępna z obydwu dolin. W jej rejonie krzyżuje się kilka ścieżek. Przez przełęcz przechodzi  Bielska Ścieżka nad Reglami. Przy niewielkim kamiennym kopczyku odgałęzia się od niej ścieżka wiodąca do Doliny Hawraniej, na przełęcz dochodzi także ścieżka ze Starej Polany. Przełęcz znajduje się jednak w zamkniętym dla turystów i taterników obszarze ochrony ścisłej Tatrzańskiego Parku Narodowego.
Nazwę przełęczy wprowadził Władysław Cywiński w 4 tomie przewodnika Tatry.